# Forumopera.com
Forumopera.com è una webzine francofona dedicata all’opera lirica, creata nel 1999.

## Creazione ed evoluzione
Creato nel 1999 e guidato dal suo fondatore Camille de Rijck, Forumopera.com è il pioniere dei portali d’opera in lingua francese.
Nel 2001, il forum è diventato una webzine, Da allora, la sua progettazione è stata supportata da un team editoriale indipendente che lavora per mettere online dossier tematici, recensioni di spettacoli, dischi, podcast e video interviste.
Dal 2004, la redazione è guidata da Christophe Rizoud. Un team allargato sta lavorando sul posto. La sua struttura comprende una trentina di redattori distribuiti in diversi paesi europei, tra cui Sylvain Fort  da Classica e Roselyne Bachelot.
Nel 2014, Forumopera.com ha utilizzato il crowdfunding per creare una nuova versione del suo sito web.. Il conseguente aggiornamento, che ha permesso ai lettori di commentare gli articoli pubblicati, ha accelerato lo sviluppo della webzine, che da allora è diventata un riferimento essenziale nel campo dell’opera lirica.
Forumopera.com riceve circa 150.000 visitatori al mese con 350.000 pagine viste. Questa cifra è in costante aumento dal 2011.